# کریمه (شهر)
شهر کریمه  (به عربی: کریمه) در اربد در کشور اردن واقع شده‌است. جمعیت این شهر ۱۵٫۷۳۳ نفر است.